# Josip Mikš
Josip Mikš, slovenski skladatelj in organist češkega rodu , * 14. november 1778, Nové mesto (takrat Neustadt), Češka, † 3. april 1866, Ljubljana.
Josip Mikš spada v skupino na Slovenskem naturaliziranih tujcev, med katerimi so bili poleg njega tudi Anton Höller Gašpar Mašek, Leopold Ferdinand Schwerdt, Janez Slavik in drugi, ki so s svojim ustvarjalnim delom vplivali na razvoj slovenske glasbe. V glavnem so bili to poklicni glasbeniki, ki so pisali cerkvene, posvetne, komorne in orkestralne skladbe, maše in oratorije. Prišli so v naše kraje iskat zaslužka. V glasbi so se izobrazili doma, kjer je bilo gotovo več možnosti šolanja.

## Življenje in delo
Najprej je bil zasebni učitelj za predmete nemških šol in glasbo pri baronu Hallersteinu in 4 leta pomočnik v Langenauu. Ko je prišel za organista v Kranj je tu v letih 1806–1814 poučeval na glavni šoli in 1811 tudi italijanščino in računstvo na francoski gimnaziji. Leta 1814 je prišel na ljubljansko normalko za učitelja lepopisja in začasno učil učiteljske pripravnike tudi glasbo. Leta  1817 je dobil mesto ravnatelja na normalki v Kopru in istočasno postal deželni šolski nadzornik v Trstu za primorske šole (razen goriških). Starost je preživljal v Ljubljani. Igral je na klavir in orgle, dobro tudi na violino, klarinet in fagot. V Ljubljani je sodeloval pri posvetnih in cerkvenih glasbenih nastopih; bil je častni član Filharmonične družbe. Zložil je v takratnem slogu več nemških in latinskih maš. Njegove skladbe kažejo krepko domiselnost,duhovitost in solidno glasbeno izobraženost.